# Балканске мешовите шуме
Балканске мешовите шуме су екорегион у оквиру палеарктичког биома умерених широколисних и мешовитих шума. Распрострањене су од Подриња на западу до обала Црног мора на истоку, и од обода Панонске низије и падина Карпата на северу до Егејског и Мраморног мора на југу. На великим надморским висинама на планинама у овом подручју заступљен је екорегион родопских планинских мешовитих шума. Фитогеографски, овај екорегион обухвата делове Средњоевропске, Илирске и Еуксинске флористичке провинције Холарктичког царства, односно делове средњоевропског и субмедитеранског флористичког региона. Укупна површина обухваћена овим екорегионом је око 224 400 km². Екорегион балканских мешовитих шума сматра се веома угроженим.

## Карактеристике
Клима у екорегиону балканских мешовитих шума се описује као умерено континентална: од Кепенове влажне суптропске (Cfa) до влажне континенталне са топлим летима (Dfb). Најмању годишњу количину падавина добијају нижи делови екорегиона, око 450-650 mm воденог талога. Падавине су најобилније током пролећног (мај-јун) и јесењег максимума (октобар-новембар). Лета су на овим надморским висинама сушна. Са порастом надморске висине, смањују се јачина и дужина летњег периода суше до њеног потпуног одсуства.
Најзаступљеније су шуме које граде листопадне врсте храстова (сладун, цер, медунац), мешане шуме са грабом, као и букове шуме, или мешане шуме букве и четинара (јела, смрча). Шуме су углавном отвореног склопа на нижим надморским висинама, са довољно размакнутим стаблима да омогуће развијање нижих спратова (жбунови, приземне зељате биљке и маховине).

## Историја флоре и фауне балканских мешовитих шума
Плиоценска шумско-степска вегетација и фауна Балкана је током серије глацијација и интерглацијација значајно осиромашена и измењена. Током првих интерглацијација на територији екорегиона балканских мешовитих шума присутан је полтавски тип флоре, а од животиња присутни су сабљозуби тигар, степски мамут, носорог и поједина шупљорога говеда (Bovidae). Током Рис-Вирм интерглацијације у фауни се већ проналазе тургајске и савремене врсте биљака, као и савремене врсте животиња, попут лисице, вука и дивље свиње. Вирмска глацијација се карактерише ширењем бореалних шума (граде их смрча, бреза, бели бор) и животињама попут мамута, пећинског лава и пећинске хијене.

## Диверзитет и угрожене врсте
Екорегион балканских мешовитих шума сматра се веома богатим врстама, са великим биодиверзитетом фауне гмизаваца. Поједине врсте које насељавају овај екорегион угрожене су:
1. скоро угрожене врсте (NT) — мрмољак (Triturus dobrogicus), слепи мишеви (Barbastella barbastellus, Miniopterus schreibersii, Myotis bechsteinii, Myotis dasycneme, Rhinolophus euryale), птице (смрдиврана Coracias garrulus, риђа луња Milvus milvus, сива ветрушка Falco vespertinus), мрав ,
2. рањиве врсте (VU) — орао крсташ (Aquila heliaca)

## Балканске мешовите шуме у Србији
За читаво подручје екорегиона балканских мешовитих шума у Србији карактеристична вегетација је шумска заједница сладуна и цера (Quercetum frainetto-cerris). Ова заједница, прилагођена ксеротермним условима климе, има климазонални карактер и сматра се климаксном за брдско подручје Србије. Иако је шумска заједница зонална, у појединим специфичним локалним условима развијају се климаксне жбунасте заједнице (попут шибљака у Источној Србији). Већина жбунастих заједница (шикаре), међутим, резултат је крчења шума. У оквиру овог екорегиона присутне су и азонална вегетација (попут плавних ливада у речним долинама), интразонална вегетација (попут сфагнумских тресава) и екстразонална вегетација (степски фрагменти у појединим клисурама).
Јанковић (1984) описује два типа вертикалног распрострањења вегетације у оквиру овог региона:
1. средњоевропско-балкански тип висинског распрострањења вегетације, присутан на појединим планинама у западној Србији (Илирска фитогеографска провинција), карактерише се буковим шумама (Fagetum subalpinum) у горњем шумском појасу, и клековином букве на горњој шумској граници;
2. бореално-континентални балкански тип висинског распрострањења вегетације, присутан на већини планина у оквиру овог екорегиона, где горњи шумски појас и горњу шумску границу образују смрчеве шуме (Piceetum excelsae).